# Скабичевский, Александр Павлович
Алекса́ндр Па́влович Скабиче́вский (1904—1990) — советский учёный-альголог, доктор биологических наук, профессор.

## Биография
Родился в семье учителя в селе Большое Парголово, детство прошло в Змеиногорске. Внук литературного критика Александра Михайловича Скабичевского. По окончании школы в 1924 году работал школьным учителем, в 1925 году поступил на педагогический факультет Иркутского университета.
В 1929 году опубликовал первую статью в «Русском гидробиологическом журнале», она была посвящена байкальской диатомовой водоросли Melosira baicalensis. Окончил университет в 1929 году, после чего преподавал сначала в Рубцовске, затем в Барнауле.
В 1932 году участвовал в Северобайкальской экспедиции Иркутского биолого-географического научно-исследовательского института. С 1932 года работал младшим научным сотрудником этого института, а также работал ассистентом на кафедре общей биологии Иркутского медицинского института.
В 1936 году в Иркутске защитил кандидатскую диссертацию, в 1946 году в Москве получил степень доктора биологических наук. С 1938 года А. П. Скабичевский заведовал кафедрой биологии Омского медицинского института.
С 1968 года работал в Центральном сибирском ботаническом саду СО АН СССР в должности консультанта.
Скончался в Новосибирске 5 мая 1990 года.

## Некоторые научные работы
- Скабичевский, А. П., Яснитский, В. Н. Фитопланктон оз. Байкал // Труды Байкальской лимнологической станции АН СССР. — 1957. — Т. 15. — С. 212—261.
- Скабичевский, А. П. Планктонные диатомовые водоросли пресных вод СССР. — М.: Изд-во МГУ, 1960. — 349 с.